# اوتوکستر
latitudeاوتوکسترlongitudeاوتوکستر
اوتوکستر (به انگلیسی: Uttoxeter) یک شهرک در بریتانیا است که در انگلستان واقع شده‌است.

## خصوصیات
اوتوکستر ۱۲٬۰۲۳ نفر جمعیت دارد.